# Большое Шигъярви
Большое Шигъярви — озеро на территории Муезерского городского поселения Муезерского района Республики Карелии.

## Общие сведения
Площадь озера — 1,7 км², площадь водосборного бассейна — 29,3 км². Располагается на высоте 193,2 метров над уровнем моря.
Форма озера лопастная, продолговатая: оно вытянуто с северо-запада на юго-восток. Берега каменисто-песчаные, местами заболоченные.
Из озера вытекает протока без названия, впадающая с левого берега в реку Чирко-Кемь.
В озере расположено не менее восьми безымянных островов различной площади.
К северу от озера проходит просёлочная дорога.
Код объекта в государственном водном реестре — 02020000911102000005117.